# مدار ۳۷ درجه شمالی
مدار ۳۷ درجه شمالی، دایره‌ای از عرض جغرافیایی است که در ۳۷ درجهٔ شمالی خط استوا قرار دارد.

## گذر از مناطق
از نصف‌النهار مبدأ شروع می‌شود و به سمت مشرق ۳۷ درجه شمالی از موارد زیر گذر می‌کند:
| مختصات‌ها                                             | کشور، قلمرو یا دریا | توضیحات |
| ---------------------------------------------------- | ------------------- | --- |
| ۳۷°۰′ شمالی ۰°۰′ شرقی / ۳۷٫۰۰۰°شمالی ۰٫۰۰۰°شرقی      | مدیترانه            | |
| ۳۷°۰′ شمالی ۶°۱۵′ شرقی / ۳۷٫۰۰۰°شمالی ۶٫۲۵۰°شرقی     | الجزایر             | |
| ۳۷°۰′ شمالی ۶°۳۴′ شرقی / ۳۷٫۰۰۰°شمالی ۶٫۵۶۷°شرقی     | مدیترانه            | |
| ۳۷°۰′ شمالی ۷°۱۵′ شرقی / ۳۷٫۰۰۰°شمالی ۷٫۲۵۰°شرقی     | الجزایر             | |
| ۳۷°۰′ شمالی ۷°۳۳′ شرقی / ۳۷٫۰۰۰°شمالی ۷٫۵۵۰°شرقی     | مدیترانه            | |
| ۳۷°۰′ شمالی ۸°۵۲′ شرقی / ۳۷٫۰۰۰°شمالی ۸٫۸۶۷°شرقی     | تونس                | |
| ۳۷°۰′ شمالی ۱۰°۱۱′ شرقی / ۳۷٫۰۰۰°شمالی ۱۰٫۱۸۳°شرقی   | مدیترانه            | خلیج تونس |
| ۳۷°۰′ شمالی ۱۰°۵۳′ شرقی / ۳۷٫۰۰۰°شمالی ۱۰٫۸۸۳°شرقی   | تونس                | |
| ۳۷°۰′ شمالی ۱۱°۴′ شرقی / ۳۷٫۰۰۰°شمالی ۱۱٫۰۶۷°شرقی    | مدیترانه            | گذرکردن از شمال جزیرهٔ پانتلریا, ایتالیا |
| ۳۷°۰′ شمالی ۱۴°۲۰′ شرقی / ۳۷٫۰۰۰°شمالی ۱۴٫۳۳۳°شرقی   | ایتالیا             | جزیرهٔ سیسیل |
| ۳۷°۰′ شمالی ۱۵°۱۶′ شرقی / ۳۷٫۰۰۰°شمالی ۱۵٫۲۶۷°شرقی   | مدیترانه            | دریای ایونی |
| ۳۷°۰′ شمالی ۲۱°۳۹′ شرقی / ۳۷٫۰۰۰°شمالی ۲۱٫۶۵۰°شرقی   | یونان               | پلوپونز |
| ۳۷°۰′ شمالی ۲۳°۰′ شرقی / ۳۷٫۰۰۰°شمالی ۲۳٫۰۰۰°شرقی    | دریای اژه           | |
| ۳۷°۰′ شمالی ۲۴°۴۰′ شرقی / ۳۷٫۰۰۰°شمالی ۲۴٫۶۶۷°شرقی   | یونان               | جزیرهٔ Sifnos |
| ۳۷°۰′ شمالی ۲۴°۴۴′ شرقی / ۳۷٫۰۰۰°شمالی ۲۴٫۷۳۳°شرقی   | دریای اژه           | |
| ۳۷°۰′ شمالی ۲۵°۱′ شرقی / ۳۷٫۰۰۰°شمالی ۲۵٫۰۱۷°شرقی    | یونان               | جزیرهٔ Antiparos و پاروس |
| ۳۷°۰′ شمالی ۲۵°۱۳′ شرقی / ۳۷٫۰۰۰°شمالی ۲۵٫۲۱۷°شرقی   | دریای اژه           | |
| ۳۷°۰′ شمالی ۲۵°۲۳′ شرقی / ۳۷٫۰۰۰°شمالی ۲۵٫۳۸۳°شرقی   | یونان               | جزیرهٔ Naxos |
| ۳۷°۰′ شمالی ۲۵°۳۴′ شرقی / ۳۷٫۰۰۰°شمالی ۲۵٫۵۶۷°شرقی   | دریای اژه           | |
| ۳۷°۰′ شمالی ۲۶°۲۶′ شرقی / ۳۷٫۰۰۰°شمالی ۲۶٫۴۳۳°شرقی   | یونان               | جزیرهٔ Levitha |
| ۳۷°۰′ شمالی ۲۶°۳۰′ شرقی / ۳۷٫۰۰۰°شمالی ۲۶٫۵۰۰°شرقی   | دریای اژه           | |
| ۳۷°۰′ شمالی ۲۶°۵۵′ شرقی / ۳۷٫۰۰۰°شمالی ۲۶٫۹۱۷°شرقی   | یونان               | جزیرهٔ Kalymnos |
| ۳۷°۰′ شمالی ۲۷°۳′ شرقی / ۳۷٫۰۰۰°شمالی ۲۷٫۰۵۰°شرقی    | دریای اژه           | |
| ۳۷°۰′ شمالی ۲۷°۱۵′ شرقی / ۳۷٫۰۰۰°شمالی ۲۷٫۲۵۰°شرقی   | ترکیه               | |
| ۳۷°۰′ شمالی ۲۷°۴۷′ شرقی / ۳۷٫۰۰۰°شمالی ۲۷٫۷۸۳°شرقی   | دریای اژه           | |
| ۳۷°۰′ شمالی ۲۸°۱۳′ شرقی / ۳۷٫۰۰۰°شمالی ۲۸٫۲۱۷°شرقی   | ترکیه               | |
| ۳۷°۰′ شمالی ۴۰°۲۵′ شرقی / ۳۷٫۰۰۰°شمالی ۴۰٫۴۱۷°شرقی   | سوریه               | |
| ۳۷°۰′ شمالی ۴۲°۱۸′ شرقی / ۳۷٫۰۰۰°شمالی ۴۲٫۳۰۰°شرقی   | عراق                | |
| ۳۷°۰′ شمالی ۴۴°۱۶′ شرقی / ۳۷٫۰۰۰°شمالی ۴۴٫۲۶۷°شرقی   | ترکیه               | حدود 7&nbsp;km |
| ۳۷°۰′ شمالی ۴۴°۲۰′ شرقی / ۳۷٫۰۰۰°شمالی ۴۴٫۳۳۳°شرقی   | عراق                | |
| ۳۷°۰′ شمالی ۴۴°۵۴′ شرقی / ۳۷٫۰۰۰°شمالی ۴۴٫۹۰۰°شرقی   | ایران               | |
| ۳۷°۰′ شمالی ۵۰°۳۲′ شرقی / ۳۷٫۰۰۰°شمالی ۵۰٫۵۳۳°شرقی   | دریای خزر           | |
| ۳۷°۰′ شمالی ۵۴°۰′ شرقی / ۳۷٫۰۰۰°شمالی ۵۴٫۰۰۰°شرقی    | ایران               | |
| ۳۷°۰′ شمالی ۶۰°۳′ شرقی / ۳۷٫۰۰۰°شمالی ۶۰٫۰۵۰°شرقی    | ترکمنستان           | |
| ۳۷°۰′ شمالی ۶۴°۴۷′ شرقی / ۳۷٫۰۰۰°شمالی ۶۴٫۷۸۳°شرقی   | افغانستان           | |
| ۳۷°۰′ شمالی ۶۷°۵۶′ شرقی / ۳۷٫۰۰۰°شمالی ۶۷٫۹۳۳°شرقی   | تاجیکستان           | |
| ۳۷°۰′ شمالی ۶۸°۱۰′ شرقی / ۳۷٫۰۰۰°شمالی ۶۸٫۱۶۷°شرقی   | افغانستان           | |
| ۳۷°۰′ شمالی ۷۱°۲۸′ شرقی / ۳۷٫۰۰۰°شمالی ۷۱٫۴۶۷°شرقی   | تاجیکستان           | |
| ۳۷°۰′ شمالی ۷۲°۲۸′ شرقی / ۳۷٫۰۰۰°شمالی ۷۲٫۴۶۷°شرقی   | افغانستان           | |
| ۳۷°۰′ شمالی ۷۴°۳۴′ شرقی / ۳۷٫۰۰۰°شمالی ۷۴٫۵۶۷°شرقی   | پاکستان             | گلگت-بلتستان - ادعا شده توسط هند |
| ۳۷°۰′ شمالی ۷۴°۵۰′ شرقی / ۳۷٫۰۰۰°شمالی ۷۴٫۸۳۳°شرقی   | چین                 | سین‌کیانگ - حدود 14&nbsp;km |
| ۳۷°۰′ شمالی ۷۵°۰′ شرقی / ۳۷٫۰۰۰°شمالی ۷۵٫۰۰۰°شرقی    | پاکستان             | گلگت-بلتستان - حدود 14&nbsp;km, ادعا شده توسط هند |
| ۳۷°۰′ شمالی ۷۵°۹′ شرقی / ۳۷٫۰۰۰°شمالی ۷۵٫۱۵۰°شرقی    | چین                 | Xinjiang چینگهای گانسو نینگ‌شیا Gansu شاآنشی شانشی هبئی شاندونگ |
| ۳۷°۰′ شمالی ۱۲۲°۳۲′ شرقی / ۳۷٫۰۰۰°شمالی ۱۲۲٫۵۳۳°شرقی | دریای زرد           | |
| ۳۷°۰′ شمالی ۱۲۶°۲۱′ شرقی / ۳۷٫۰۰۰°شمالی ۱۲۶٫۳۵۰°شرقی | کره جنوبی           | |
| ۳۷°۰′ شمالی ۱۲۹°۲۵′ شرقی / ۳۷٫۰۰۰°شمالی ۱۲۹٫۴۱۷°شرقی | دریای ژاپن          | |
| ۳۷°۰′ شمالی ۱۳۶°۴۶′ شرقی / ۳۷٫۰۰۰°شمالی ۱۳۶٫۷۶۷°شرقی | ژاپن                | جزیرهٔ هونشو: — استان ایشیکاوا |
| ۳۷°۰′ شمالی ۱۳۷°۳′ شرقی / ۳۷٫۰۰۰°شمالی ۱۳۷٫۰۵۰°شرقی  | دریای ژاپن          | Toyama Bay |
| ۳۷°۰′ شمالی ۱۳۷°۴۲′ شرقی / ۳۷٫۰۰۰°شمالی ۱۳۷٫۷۰۰°شرقی | ژاپن                | جزیرهٔ Honshū: — استان نیگاتا — استان ناگانو — Niigata Prefecture — استان گونما − for around 10 km — Niigata Prefecture − for around 7 km — استان فوکوشیما — استان توچیگی — استان ایباراکی — Fukushima Prefecture                                      |
| ۳۷°۰′ شمالی ۱۴۰°۵۹′ شرقی / ۳۷٫۰۰۰°شمالی ۱۴۰٫۹۸۳°شرقی | اقیانوس آرام        | |
| ۳۷°۰′ شمالی ۱۲۲°۱۱′ غربی / ۳۷٫۰۰۰°شمالی ۱۲۲٫۱۸۳°غربی | ایالات متحده آمریکا | کالیفرنیا (landfall near سانتا کروز، کالیفرنیا) نوادا یوتا / آریزونا border کلرادو / نیومکزیکو border Colorado / اکلاهما border کانزاس / Oklahoma border میزوری ایلی‌نوی (the area south of the parallel is only about 5 square miles) کنتاکی ویرجینیا |
| ۳۷°۰′ شمالی ۷۶°۱۸′ غربی / ۳۷٫۰۰۰°شمالی ۷۶٫۳۰۰°غربی   | اقیانوس اطلس        | |
| ۳۷°۰′ شمالی ۲۵°۱۰′ غربی / ۳۷٫۰۰۰°شمالی ۲۵٫۱۶۷°غربی   | پرتغال              | Santa Maria Island در آزور |
| ۳۷°۰′ شمالی ۲۵°۳′ غربی / ۳۷٫۰۰۰°شمالی ۲۵٫۰۵۰°غربی    | اقیانوس اطلس        | |
| ۳۷°۰′ شمالی ۸°۵۷′ غربی / ۳۷٫۰۰۰°شمالی ۸٫۹۵۰°غربی     | پرتغال              | Sagres Point |
| ۳۷°۰′ شمالی ۸°۵۶′ غربی / ۳۷٫۰۰۰°شمالی ۸٫۹۳۳°غربی     | اقیانوس اطلس        | Gulf of Cádiz |
| ۳۷°۰′ شمالی ۷°۵۹′ غربی / ۳۷٫۰۰۰°شمالی ۷٫۹۸۳°غربی     | پرتغال              | Cape Santa Maria |
| ۳۷°۰′ شمالی ۷°۵۰′ غربی / ۳۷٫۰۰۰°شمالی ۷٫۸۳۳°غربی     | اقیانوس اطلس        | Gulf of Cádiz |
| ۳۷°۰′ شمالی ۶°۳۲′ غربی / ۳۷٫۰۰۰°شمالی ۶٫۵۳۳°غربی     | اسپانیا             | |
| ۳۷°۰′ شمالی ۱°۵۳′ غربی / ۳۷٫۰۰۰°شمالی ۱٫۸۸۳°غربی     | مدیترانه            | |